# Tindefjellbreen
Der Tindefjellbreen ist ein Gletscher des Skandinavischen Gebirges in der norwegischen Kommune Stryn in der Provinz Vestland.
Er befindet sich nordwestlich des Gletschers Jostedalsbreen und bedeckt eine Gesamtfläche von etwa 20 km². Ausläufer des Tindefjellbreen reichen nach Nordwesten in Richtung Loen, nach Nordosten in Richtung Erdal und nach Süden in Richtung Bødalen. Nordwestlich befindet sich der Gletscher Skålabreen. Das Gebiet des Gletschers gehört zum Jostedalsbreen-Nationalpark.

## Weblinks

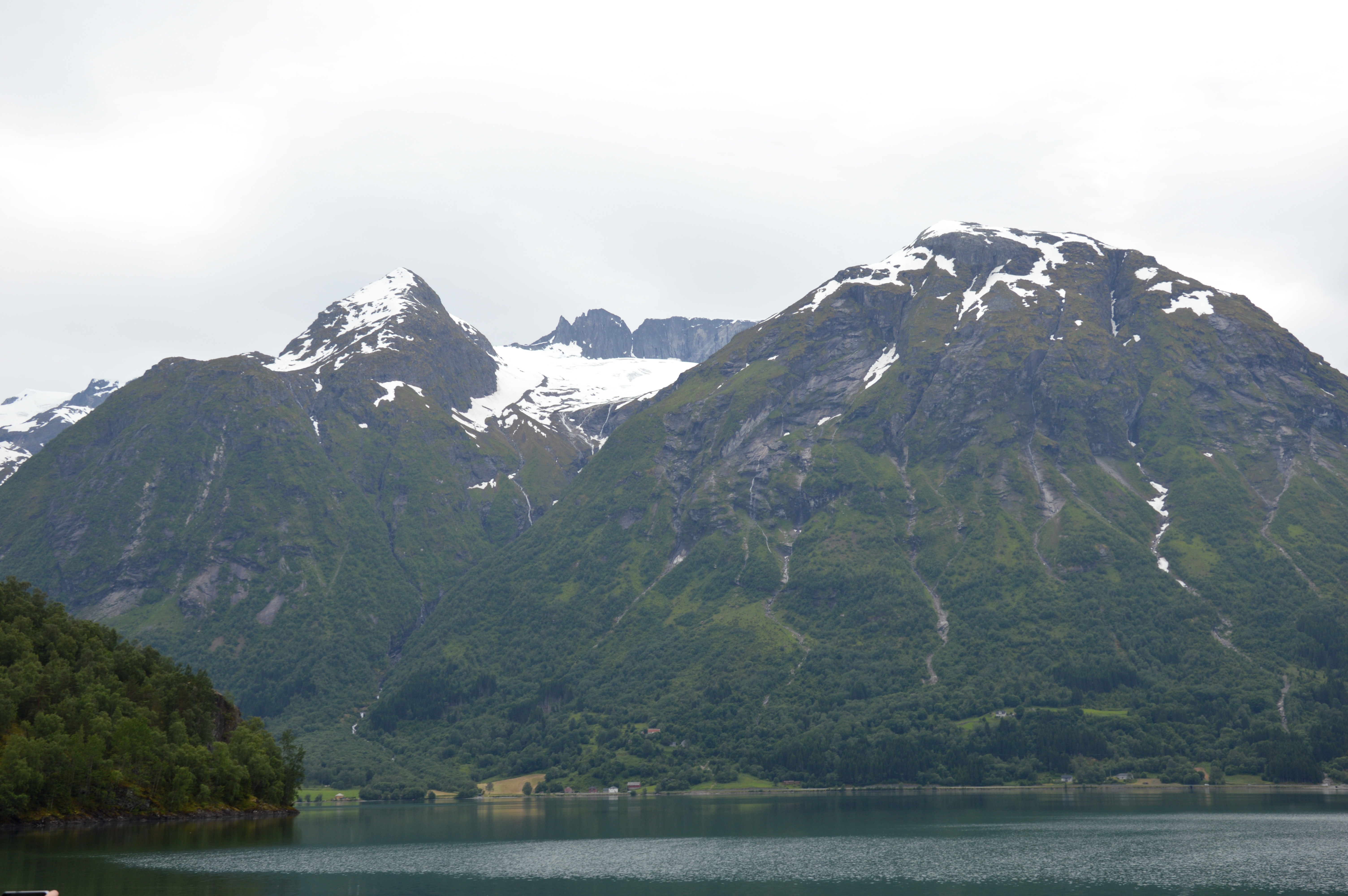
Gletscher Tindefjellbreen oberhalb des Sees Oppstrynsvatnet